# Дуброва (Наровлянский район)
Дуброва (бел. Дуброва) — упразднённая деревня в Кировском сельсовете Наровлянского района Гомельской области Беларуси.
В связи с радиационным загрязнением после катастрофы на Чернобыльской АЭС жители (94 семьи) переселены в 1986 году в чистые места, преимущественно в деревню Папоротное Жлобинского района.
Около деревни расположено месторождение суглинков.

## География

### Расположение
На территории Полесского радиационно-экологического заповедника.
В 31 км на юг от Наровли, 56 км от железнодорожной станции Ельск (на линии Калинковичи — Овруч), 209 км от Гомеля, в 1 км от границы с Украиной.

## Транспортная сеть
Транспортные связи по просёлочной, а затем автодороге Углы — Наровля. Планировка состоит из 2 длинных и 1 короткой, параллельных между собой улиц меридиональной ориентации, соединённых на юге широтной улицей. Застройка двусторонняя, деревянная, усадебного типа.

## История
Основана в конце XIX века как немецкая колония. В 1908 году хутор, в Крюковичской волости Речицкого уезда Минской губернии. В связи с началом в 1914 году первой мировой войны все жители немецкой национальности были выселены в глубокий тыл. Через некоторое время поселения начало быстро расти. В 1922 году открыта школа, которая размещалась в наёмном крестьянском доме, а в конце 1920-х годов для неё построено собственное здание. В 1931 году организован колхоз «Красный флаг», работала кузница. В 1938 году в деревню переселены жители хутора Борщовцы, Калиновник и деревни Буда. Во время Великой Отечественной войны 43 жителя погибли на фронте. В 1986 году входила в состав совхоза «Партизанский» (центр — деревня Углы).

## Население

### Численность
- 1986 год — жители (94 семьи) переселены.

### Динамика
- 1908 год — 2 двора, 15 жителей.
- 1959 год — 407 жителей (согласно переписи).
- 1986 год — 94 двора, 230 жителей.
- 1986 год — жители (94 семьи) переселены.

## Известные уроженцы
- А. Г. Корзун — Герой Советского Союза. Его именем названа улица в г. Наровля